# Rostkindad myrfågel
Rostkindad myrfågel (Myrmelastes rufifacies) är en fågel i familjen myrfåglar inom ordningen tättingar.

## Utbredning och systematik
Fågeln förekommer i Brasilien söder om Amazonfloden (Madeirafloden till Tocantinsfloden i norra Rondônia). Den behandlas som monotypisk, det vill säga att den inte delas in i några underarter.

## Status
IUCN kategoriserar den som livskraftig.